# Баклага

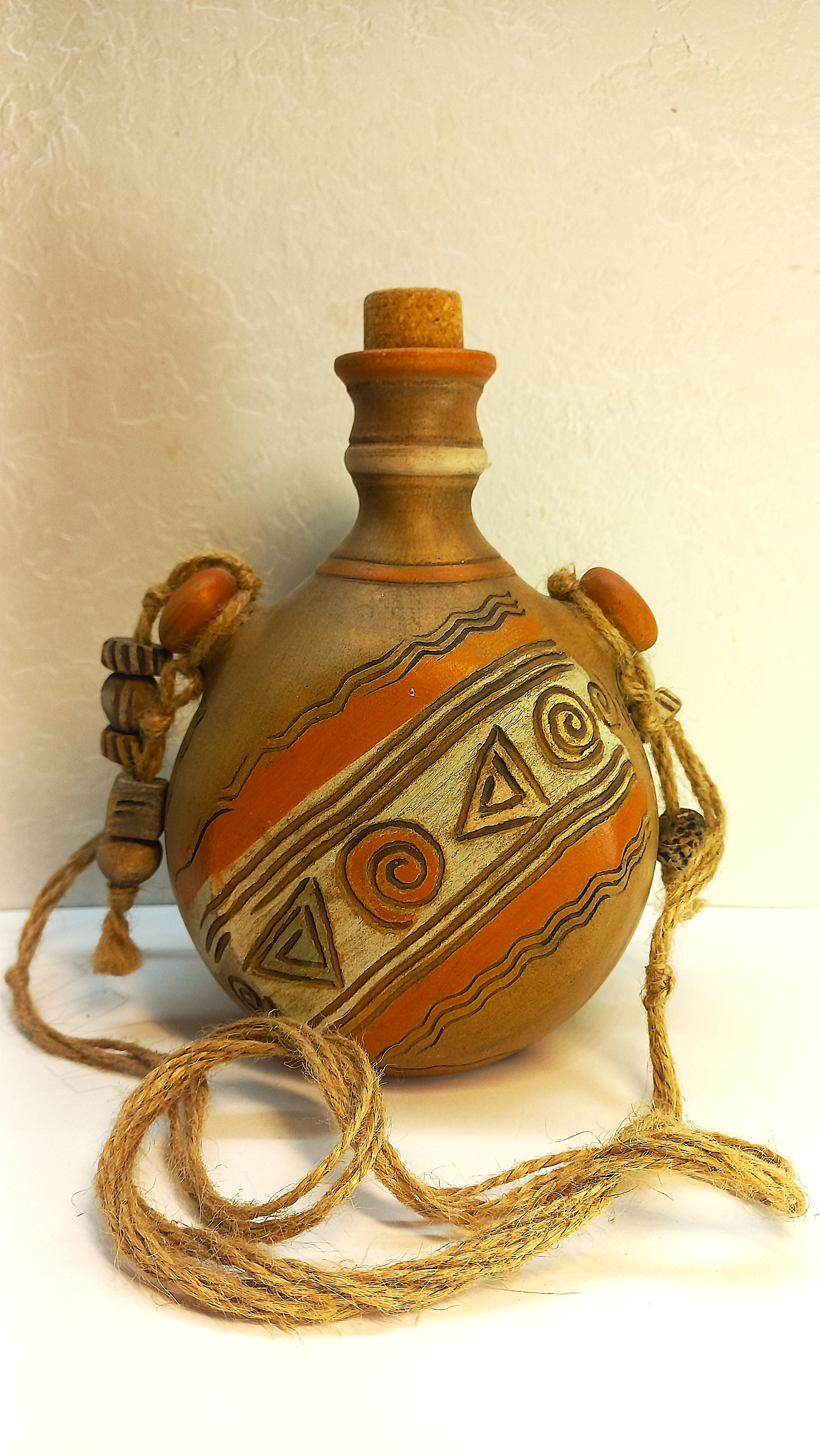
Баклага

Бакла́га (боклага), плесканка, плоска, чутра — вид побутового та декоративного посуду для зберігання води або іншої рідини. Виготовляється переважно з дерева та глини у вигляді диска з опуклими боками. Похідні баклаги оздоблені вушками для привішування до пояса. Іноді мають дві пари коротких ніжок, на горлі — ручку. На основі форм баклаг створюють декоративні глеки, глечики на високій ніжці, іноді з носиком (як у куманців). Традиції українських баклаг сягають черняхівського та ранньослов'янського посуду.
Керамічні баклаги декорують розписом, дерев'яні гуцульські оздоблюють різьбленням та інкрустацією.